# Luo Zhenyu
Luo Zhenyu, även Lo Chen-yü, stilnamn Shuyun (叔蘊), född 8 augusti 1866 i Huai'an (tidigare Huaiyin), Jiangsu, Kina, död 14 maj 1940 i Dalian, Kwantung, Kina, var en kinesisk lingvist, filolog, epigraf, arkeolog, antikvarie och Qing-lojalist.

## Biografi

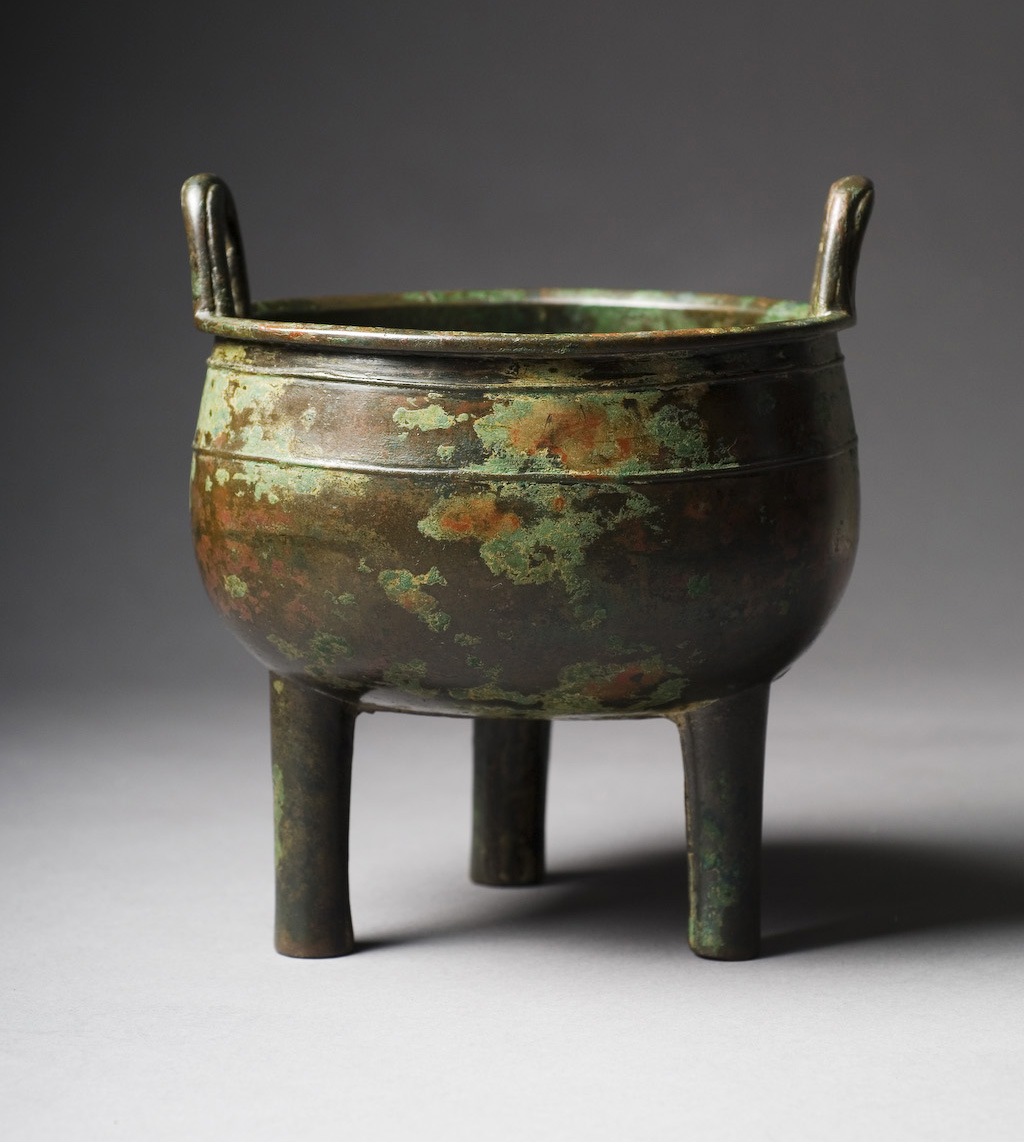
Ding, kokkärl i brons för offerbruk från Shangdynastin, ur samlingarna på Östasiatiska museet.

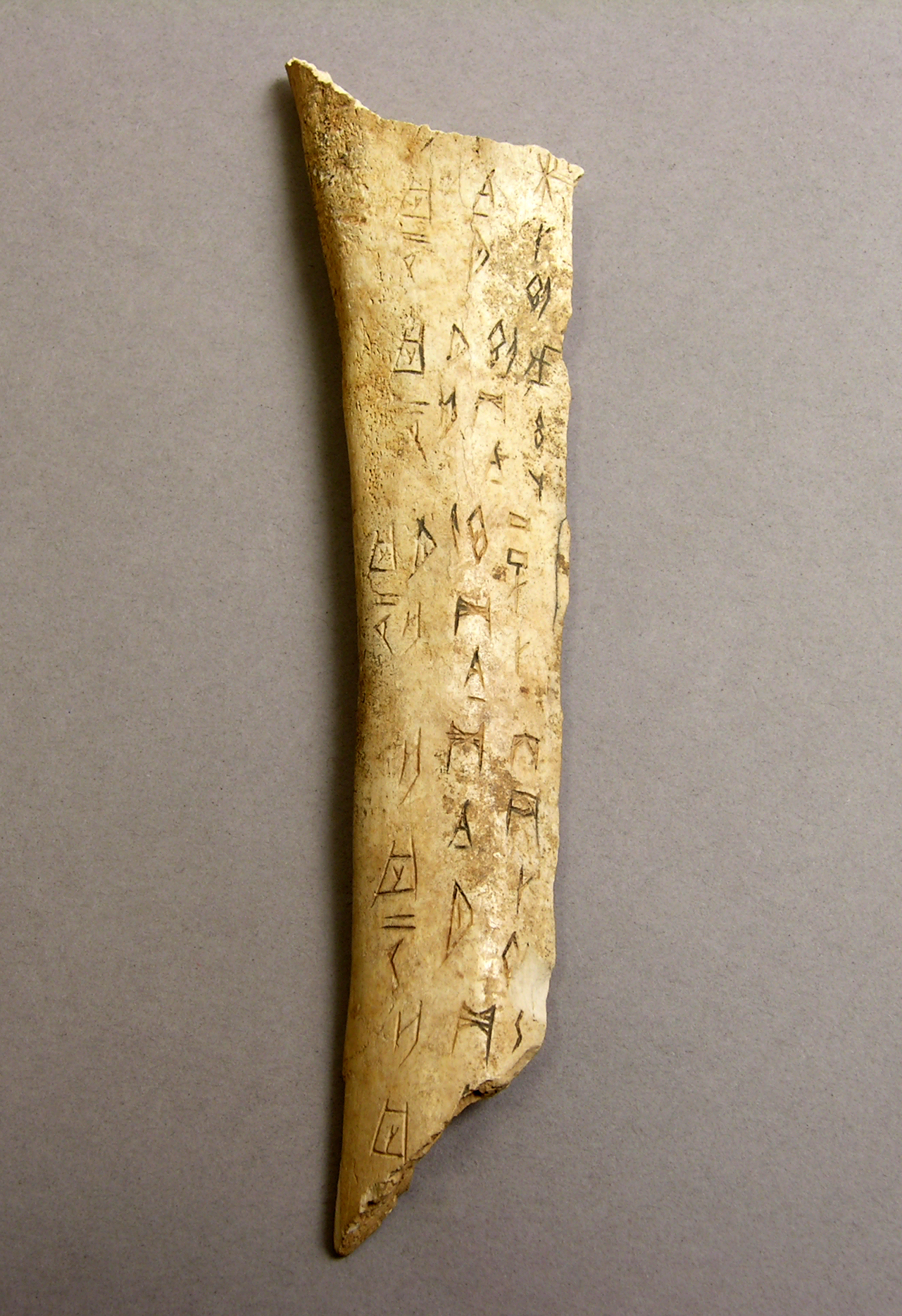
Orakelben från Shangdynastin, ur samlingarna på Östasiatiska museet. Fragmentet ingår i den permanenta utställningen "Mittens Rike".

Luo började publicera jordbrukslitteratur i Shanghai efter det första kinesisk-japanska kriget 1894–1895. Tillsammans med vänner startade han 1896 en japansk språkskola, Dongwen Xueshe (東文學社). En av eleverna var Wang Guowei (王國維, 1877–1927), sedermera känd historiker och poet.
Luo besökte Japan första gången 1901 för att studera det japanska utbildningssystemet. Från 1906 och framåt innehade han flera olika regeringsposter, mestadels relaterade till jordbruket. 1909–1912 var han president för Nongda-universitetet (Kinas Jordbruksuniversitet) i Peking. Efter Xinhairevolutionen 1911–1912 flydde han till Japan och bosatte sig i Kyoto där han forskade på kinesisk arkeologi. Han återvände 1919 till Tianjin i Kina för att delta i politiska aktiviteter i syfte att återinsätta den avsatte Qing-kejsaren Puyi. Luo kom så småningom att bli en av kejsarens främste rådgivare och förtrogne.
Efter bildandet av den japanska marionettstaten Manchukuo i Manchuriet 1932 innehade Luo en post i den nya regeringen 1933–1938. Han var också ordförande för Japan-Manchukuo Cultural Cooperation Society. Han blev med tiden dock mer och mer desillusionerad över den japanska Kwantungarméns hårdhänta styre och avsaknaden av den symboliske kejsaren Puyis auktoritet och politiska makt gjorde att han 1938 avgick från sina poster och drog sig tillbaka till Dalian.
Luos politiska aktiviteter under krigsperioden och samverkan med Manchukuos regering har tenderat att överskugga hans prestationer som forskare. Han arbetade under hela sitt liv för att bevara kinesiska antikviteter, särskilt orakelben, bambu- och träremsor samt Dunhuangmanuskripten, som alla är ovärderliga föremål för förståelsen av det forntida Kina. Han var en av de första forskarna att dechiffrera orakelbensskriften och publicerade ett flertal vetenskapliga verk om bronsskriften. Han hjälpte till att publicera Liu Es Tieyun Canggui (鐵雲藏龜), den första samlingen av orakelben, och Sun Yirangs Qiwen Juli (契文舉例), det första verket om dechiffrering av orakelbensskrift. Luos eget verk Yinxu Shuqi Kaoshi (殷虛書契考釋) intar fortfarande en viktig plats i studiet av orakelbensskrift. Han insamlade själv över 30,000 orakelben samt genomförde fältstudier i Xiaotun och identifierade platsen där dessa ben för första gången grävdes upp.
Han var också den första moderna forskare som intresserade sig för tangutskriften, den qiangisk-tibetanska folkgruppen tanguternas skriftspråk, och publicerade ett antal avhandlingar i ämnet 1912 och 1927.

## Etnografika
Östasiatiska museet i Stockholm har en samling föremål från det äldsta historiska Kina, Shangdynastin, K-11004, inköpt av Johan Gunnar Andersson i Tianjin 1927 från Luo Zhenyu. Samlingen, som består av bland annat mynt, amuletter i jade, benfragment, kaurisnäckor, kärl och tegel, påträffades under Anderssons resa i Kina hösten 1926 tillsammans med kronprinsparet Gustaf Adolf och Louise Mountbatten. Det belopp om drygt 18,000 kronor som behövdes för att förvärva samlingen erhölls från affärsmannen Olof Hanson, dåvarande svensk konsul i Prince Rupert, British Columbia, Kanada. Museet har även en mindre samling orakelben, K-04061, förvärvade 1927 från Luo Zhenyu, vilka ingår i en större samling, K-04042-04066.

## Publikationer[1]
- Yinxu Inscriptions (1912)
- Essence of Yinxu Inscriptions (1914)
- Tieyun Canggui Zhiyu (1915)
- Yinxu Inscriptions the second (1916)
- Pictures of Yinxu Ancient Crafts (1916)
- Yinxu Inscriptions Additional (1933)